# Accumulateur nickel-zinc
 (juillet 2015).
Si vous disposez d'ouvrages ou d'articles de référence ou si vous connaissez des sites web de qualité traitant du thème abordé ici, merci de compléter l'article en donnant les références utiles à sa vérifiabilité et en les liant à la section « Notes et références ».
Un accumulateur nickel-zinc (d'abréviation NiZn) est un générateur secondaire (rechargeable) alcalin (comme le NiCd et le NiMH).

## Généralités
L'accumulateur NiZn a de tous temps été considéré comme un accumulateur aux caractéristiques très attractives, liées à son anode de zinc (potentiel redox très négatif, forte capacité massique, faible coût, abondance du composant, non toxicité et facilité de recyclage).
Cependant, de nombreuses tentatives de développement et de commercialisation ont échoué, en raison d'une trop faible aptitude au cyclage des technologies alors mises en œuvre.
Ce sont des phénomènes de modifications rapides de la structure de l'électrode de zinc qui sont à l'origine de cette très brève durée de fonctionnement.
Durant la décharge de l'accumulateur, le zinc, matière active négative, est oxydé en oxyde de zinc non conducteur et en zincate de potassium soluble dans l'électrolyte.
Traditionnellement, en recharge, ces produits d'oxydation sont réduits en zinc métallique qui se redistribue de manière irrégulière dans l'électrode et génère des croissances anarchiques abusivement qualifiées de « dendritiques », conduisant à la mise en court-circuit de l'accumulateur.

## Caractéristiques générales
- Grande durée de vie en stockage
- Haute énergie spécifique
- Fortes puissances délivrées
- Aptitude aux régimes élevés de charge et décharge
- Fonctionnement sans maintenance
- Large gamme de températures de fonctionnement (de -20 à +60 °C)
- Résistance interne très faible
- Grande robustesse du système (y compris en surcharge ou surdécharge)
- Grande sécurité de fonctionnement dans toutes les conditions d'emploi, gestion simple
- Pas de métaux lourds, pas de composés instables
- Recyclage aisé, économique et complet en fin de vie
- Coût modéré : le plus faible de tous des accumulateurs à l'exception de l'accumulateur au plomb
- autodécharge : 1 % par jour en moyenne les 30 premiers jours
- 65 à 80 Wh/kg et de 120 à 140 Wh/dm3

## Caractéristiques techniques
Tension nominale : 1,65 volt.
Fonctionnement sans maintenance.
Durée de vie en cyclage :
- > 1 000 cycles au régime de C/5 (charge et décharge), avec 100 % de profondeur de décharge
- > 1 000 cycles au régime de C/3 (charge et décharge), avec 80 % de profondeur de décharge

Énergie spécifique : jusqu'à 80 Wh/kg et 140 Wh/dm3
Puissance massique :
- > 700 W/kg en versions prismatiques d'énergie (types 30 à 50 Ah)
- > 1 200 W/kg en versions prismatiques de puissance (types 6 à 9 Ah)

Fonctionnement possible en cyclage pulsé.
Fonctionnement possible en flottant[Quoi ?].

## Électrochimie
Électrode (-) : 		 Zn + 4 OH− {\displaystyle \leftrightarrows } Zn(OH)42− + 2e− (E0 = −1,2 V/ESH)
Électrolyte : KOH
Zn(OH)42− {\displaystyle \leftrightarrows } Zn(OH)2 + 2OH−
Zn(OH)2 {\displaystyle \leftrightarrows } ZnO + H2O
Électrode (+) : 	      2 NiO(OH) + 2 H2O + 2 e− {\displaystyle \leftrightarrows }  2 Ni(OH)2 + 2 OH− (E0 = +0,50 V/ESH)
Réaction globale : 	   Zn + 2 NiO(OH) + H2O  {\displaystyle \leftrightarrows } ZnO + 2 Ni(OH)2
Réaction parasite : 	  Zn + 2 H2O → Zn(OH)2 + H2

## Domaines d'application
Applications industrielles :
- sécurité et stockage (applications stationnaires) ;
- traction de véhicules électriques spéciaux et professionnels, et de véhicules électriques légers ;
- équipement de véhicules hybrides particuliers, utilitaires et militaires ;
- accompagnement-stockage des énergies renouvelables décentralisées.

Applications portables de puissance :
- outillage sans fil ;
- jouets.